# Al-Akhbar (Liban)
Pour les articles homonymes, voir Al-Akhbar.
 (mars 2013).
Al-Akhbar (littéralement « Les Nouvelles ») est un journal libanais lancé le 14 août 2006, en pleine guerre entre Israël et le Hezbollah. Plutôt de gauche, Al-Akhbar se veut l’expression du refus de la politique occidentale au Moyen-Orient. Son créateur, Joseph Samaha, ancien rédacteur en chef du quotidien progressiste libanais As-Safir, était l'un des journalistes les plus influents du Liban.
Dès sa création, le musicien Ziad Rahbani tient une chronique pour le journal intitulée Mal Amal (Que faire ?, en référence à Lénine)..
Selon Courrier international, Al-Akhbar « affiche aujourd’hui une ligne radicalement antiaméricaine et anti-israélienne ».
Ses sources de financement sont mystérieuses et certains parlent de capitaux privés proches du Hezbollah. La directrice générale, Hala Bejani, dément ce qu'elle qualifie de « légendes » : « La réalité est que l'actionnariat est essentiellement constitué d'hommes d'affaires libanais résidant à Beyrouth ou à l'étranger »[réf. nécessaire].